# Moshe Weinberg
Moshe Weinberg (Haifa, Mandato británico de Palestina; 19 de septiembre de 1939 - Múnich, 5 de septiembre de 1972) fue el entrenador del equipo de lucha internacional israelí en los Juegos Olímpicos de Múnich de 1972, además de ser el entrenador del Hapoel Tel Aviv. Fue campeón juvenil israelí en lucha libre y también campeón adulto durante un período de 8 años.
Comenzó su carrera en el Hapoel Haifa, para más tarde convertirse en entrenador certificado en el Instituto Wingate. En calidad de entrenador nacional de lucha, fue enviado a los Juegos Olímpicos de Verano de 1972 en Múnich. Junto con otros 10 atletas y entrenadores, fue tomado como rehén y asesinado por terroristas palestinos de Septiembre Negro en la masacre de Múnich.
En las primeras horas de la mañana del 5 de septiembre de 1972, ocho miembros de Septiembre Negro entraron en la Villa Olímpica, irrumpiendo en el apartamento nº1  de Connollystraße 31, donde se hospedaban cinco entrenadores y dos árbitros del equipo olímpico israelí. Cuando los terroristas entraron, Weinberg se enfrentó al líder del grupo, Luttif Afif, cuya propia madre era judía y cuyo padre era un rico empresario árabe cristiano de Nazaret. Weinberg tomó un cuchillo de fruta cercano y recibió un disparo en la mejilla después de cortar a Afif, rasgándole parte de la ropa pero sin llegar a la carne.
Los terroristas ordenaron al herido Weinberg a punta de pistola que les mostrara dónde estaban los israelíes. Weinberg llevó a los terroristas más allá del apartamento n.º 2, que albergaba a los tiradores olímpicos y atletas de pista, y en su lugar los llevó al n.º 3, que albergaba a los levantadores de pesas y luchadores israelíes.
Sin embargo, tomados por sorpresa, los seis atletas del apartamento nº3 fueron capturados por los terroristas. Mientras los rehenes regresaban al apartamento de los oficiales, Weinberg volvió a atacar a los intrusos, dejando inconsciente a uno de ellos, Mohammed Safady, y permitiendo que uno de sus luchadores, Gad Tsobari, escapara a través de un estacionamiento subterráneo. Los terroristas dispararon a quemarropa a Weinberg y arrojaron su cuerpo a la calle. Al trasladar a los rehenes al apartamento de los entrenadores, los terroristas mataron al levantador de pesas Yossef Romano después de que tratara también de resistirse a sus atacantes. Los nueve rehenes restantes morirían en el aeródromo de Fürstenfeldbruck horas después, ya en el día 6 de septiembre, tras el fallido intento de las fuerzas alemanas de rescatarles de los terroristas.
El hijo actor de Weinberg, Guri le interpretó en la película Múnich de 2005, dirigida por Steven Spielberg.